# يوهانس فلهلم ينسن
يوهانس فلهلم ينسن (بالدنماركية: Johannes Vilhelm Jensen)‏ هو أديب دنماركي ولد في 20 يناير 1873 وتوفي في 25 نوفمبر 1950. تحصل على جائزة نوبل في الأدب لسنة 1944، وحسب ما قال موقع جائزة النوبل الرسمي فقد حصل عليها: 
في بداية حياته اتجه إلى دراسة الطب ولكن نظرا لظروفة المادية المتعثرة فقد اضطر إلى ترك دراسته والتوجه لممارسة الادب ونشر العديد من الوايات المسلسلة باسم مستعار وعمل في الصحافة فعمل مراسلا للصحف في إسبانيا والولايات المتحدة وتزوج في عام 1910و استقر في كوبنهاغن لعدة سنوات ولكنه كان محب للسفر فزار معظم بلاد العالم

## أعماله

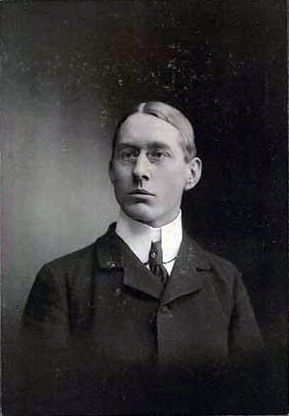
يوهانس في جنسن في عام 1902.

من أهم أعماله رواية «الدنماركيون» التي نشرها عام 1898 التي كانت أول عمل ينشره باسم الحقيقي ثم اتبعها في نفس العام رواية حكاية«سكان هيمرلاند» التي تعد ميلاده الادبي كما كتب الشعر حيث كان من دوواينه ديوان «ياطفلي لقد نفشت السفن» عام 1932

### كتاب دنماركيون معاصرون
- أندرس بودلسن
- دان توريل

## روابط خارجية
- يوهانس فلهلم ينسن على موقع IMDb (الإنجليزية)
- يوهانس فلهلم ينسن على موقع الموسوعة البريطانية (الإنجليزية)
- يوهانس فلهلم ينسن على موقع مونزينجر (الألمانية)
- يوهانس فلهلم ينسن على موقع ميوزك برينز (الإنجليزية)
- يوهانس فلهلم ينسن على موقع قاعدة بيانات الأفلام السويدية (السويدية)
- يوهانس فلهلم ينسن على موقع إن إن دي بي (الإنجليزية)
- يوهانس فلهلم ينسن على موقع ديسكوغز (الإنجليزية)
- يوهانس فلهلم ينسن على موقع قاعدة بيانات الفيلم (الإنجليزية)
- يوهانس فلهلم ينسن على موقع كينوبويسك (الروسية)

موسوعة جائزة نوبل للكاتب محمود قاسم